# Обручев, Дмитрий Владимирович
Дмитрий Владимирович Обручев (13 [26] июля 1900, Луга, Санкт-Петербургская губерния — 21 декабря 1970, Москва) — советский учёный-палеонтолог, доктор биологических наук (1943), заведующий лабораторией рыб и рыбообразных в ПИН АН СССР.

## Биография
Родился 13 (26) июля 1900 в городе Луга Санкт-Петербургской губернии в семье геолога Владимира Афанасьевича Обручева и Елизаветы Исааковны Лурье. Ранее в семье родились сыновья: Владимир (1888—1966) — геолог; Сергей (1891—1965) — геолог.
В 1924 году окончил естественное отделение физико-математического факультета Московского университета.
C 1926 года работал в Геологическом комитете; с 1933 года — в Палеозоологическом институте Академии наук СССР: в 1945—1950 — заместитель директора, в 1954—1957 — заведующий кабинетом, в 1957—1970 — заведующий лабораторией рыб и рыбообразных.
Кандидат биологических наук — с 1935 года, доктор биологических наук — с 1943 года.
Основные научные работы были посвящены эволюции древнейших позвоночных животных (конодонты, бесчелюстные), описал несколько родов и видов.
Умер в результате сердечного приступа 21 декабря 1970 года в Москве. Похоронен на Новодевичьем кладбище вместе с другими членами семьи.

## Награды и премии
- Орден Трудового Красного Знамени
- Медаль «За доблестный труд в Великой Отечественной войне 1941—1945 гг.»

## Членство в организациях
- 1937 — почётный член Нью-Йоркской Академии наук
- 1969 — член Лондонского Линнеевского общества.

## Память
В честь Д. В. Обручева названы:
- Вершина Обручева — Гренландия

Ископаемые организмы:
- Obruchevia Whitley, 1940 — класс бесчелюстных, верхний девон северо-западной части СССР.
- Apalolepis obruchevi Karatajute-Talimaa, 1968 — класс бесчелюстных, нижний девон Подолии.
- Saurichthys obrutchevi  A. Minich, 1981 — класс лучепёрых, нижний триас Ярославской области[8].

## Семья
Жена — Ольга Павловна Обручева (в девичестве Златогурская, по первому мужу Туровская) (1920—2008) — палеонтолог. Дети:
- приёмный сын — Дмитрий Сергеевич Туровский
- дочь — Елена Дмитриевна Обручева (род. 1949) — палеонтолог.